# Pterolophia nigromaculipennis
Pterolophia nigromaculipennis là một loài bọ cánh cứng trong họ Cerambycidae.